# Martin Schneider (Kommentator)

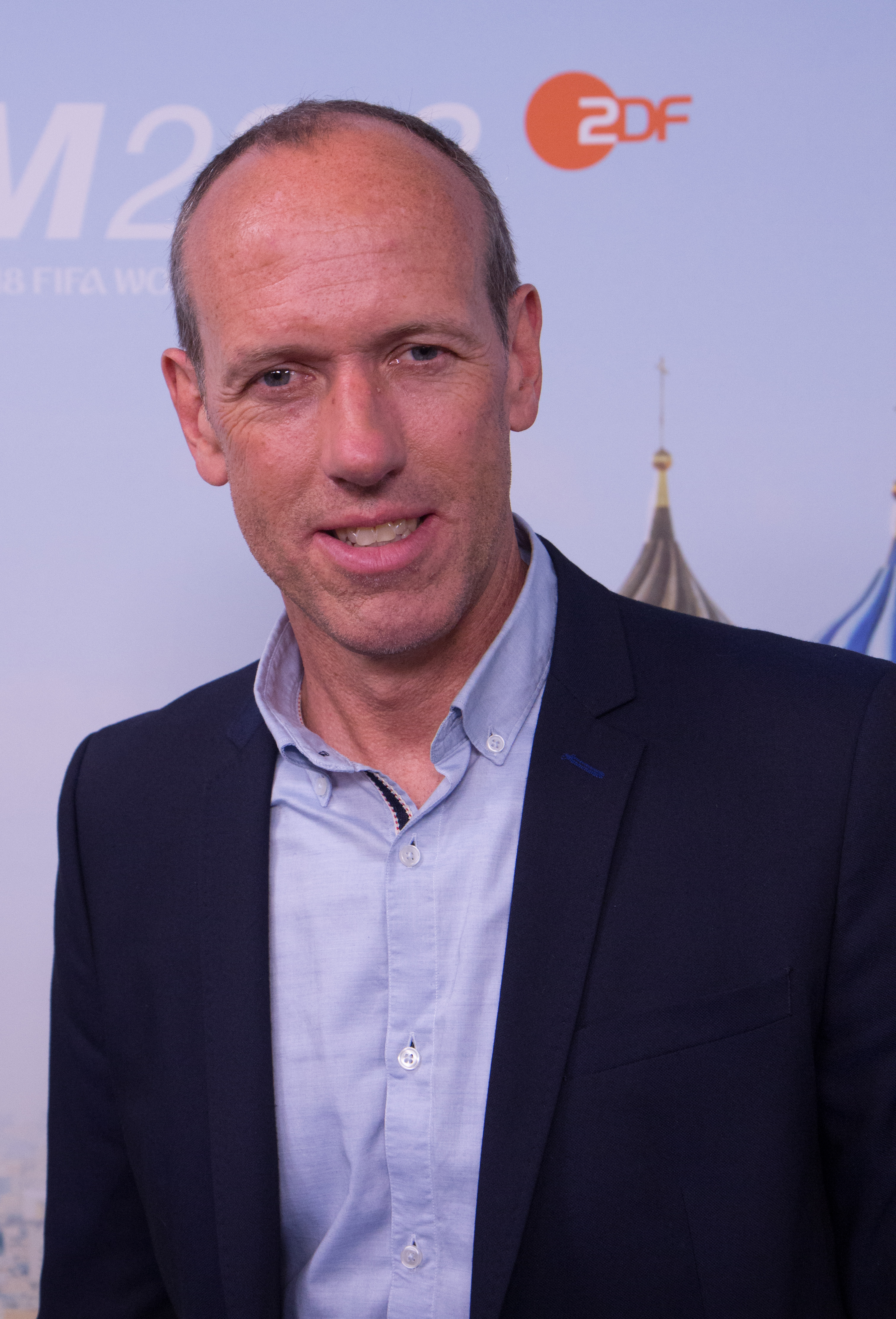
Martin Schneider (2018)

Martin Schneider (* 1967 in Wuppertal) ist ein deutscher Sportreporter und Kommentator, der für das ZDF tätig ist.
Schneider wurde im ZDF lange Zeit bei Fußball-Liveübertragungen als Assistent von Béla Réthy eingesetzt, um diesem während der Spiele Informationen zu Spielsituationen, Taktik etc. zu geben.
Nachdem er bereits Spiele der Handball-EM der Männer 2016 und der UEFA Champions League live kommentiert hatte, wurde er bei der EM 2016 erstmals auch bei einem großen Fußballturnier als Live-Kommentator eingesetzt. Dort reportierte er drei Gruppenspiele und ein Achtelfinale. Auch bei der WM 2018 gehörte er zu den Kommentatoren des ZDF. Inklusive der Olympischen Spiele war dies sein 22. internationales Großereignis, von dem er als Reporter berichtete. Zuletzt kommentierte er bei der Fußball-Weltmeisterschaft der Frauen 2023 und der Fußball-Europameisterschaft 2024 live für das ZDF.
Neben dem Fußball ist Handball sein Spezialgebiet, u. a. kommentierte er Spiele der deutschen Männer-Nationalmannschaft bei der Heim-Weltmeisterschaft 2019.